# Петрекіоая (комуна)
Петрекіоая (рум. Petrăchioaia) — комуна у повіті Ілфов в Румунії. До складу комуни входять такі села (дані про населення за 2002 рік):
- Винеторі (395 осіб)
- Мейняска (367 осіб)
- Петрекіоая (1575 осіб)
- Сурларі (486 осіб)

Комуна розташована на відстані 23 км на північний схід від Бухареста, 131 км на південний схід від Брашова.

## Населення
За даними перепису населення 2002 року у комуні проживали 2823 особи. Усі жителі комуни рідною мовою назвали румунську.
Національний склад населення комуни:
| Національність | Кількість осіб | Відсоток |
| -------------- | -------------- | -------- |
| румуни         | 2626           | 93,0%    |
| цигани         | 195            | 6,9%     |
| німці          | 1              | < 0,1%   |
| турки          | 1              | < 0,1%   |

Склад населення комуни за віросповіданням:
| Релігія     | Кількість осіб | Відсоток |
| ----------- | -------------- | -------- |
| православні | 2818           | 99,8%    |
| адвентисти  | 2              | 0,1%     |
| бретрени    | 2              | 0,1%     |
| реформати   | 1              | < 0,1%   |